# Традиційні екологічні знання
Традиційні екологічні знання (ТЕЗ) описують місцеві та інші традиційні знання на основі місцевих ресурсів. Як галузь вивчення антропології Північної Америки, ТЕЗ відноситься до «сукупної сукупності знань, вірувань і практики, що розвиваються шляхом накопичення ТЕЗ і передаються поколіннями через традиційні пісні, історії та вірування. Це стосується взаємодії із живими істотами (включаючи людей) з їхніми традиційними групами та з навколишнім середовищем». Важливо зазначити, що знання корінного населення не є універсальним поняттям серед різних суспільств, а належить до системи традицій або практик знань, які сильно залежать від «місця». Такі знання використовуються в управлінні природними ресурсами як заміна базових екологічних даних у випадках, коли зафіксованих наукових даних мало, або можуть доповнювати західні наукові методи екологічного менеджменту.
Застосування ТЕЗ у сфері екологічного менеджменту та науки все ще викликає суперечки, оскільки методи отримання та збору знань — хоча часто включають форми емпіричних досліджень та експериментів — відрізняються від тих, які використовуються для створення та підтвердження наукових екологічних знань із західної точки зору. Неплемінні урядові агенції, такі як Агенція з охорони довкілля США, створили програми інтеграції з деякими племінними урядами, щоб включити ТЕЗ в екологічні плани та відстеження зміни клімату.
Існують суперечки, чи зберігає корінне населення право інтелектуальної власності на традиційні знання, і чи потребує використання цих знань попереднього дозволу та ліцензії. Це особливо складно, оскільки ТЕЗ найчастіше зберігається як усна традиція і як така може не мати об'єктивно підтвердженої документації. Таким чином, ті самі методи, які могли б вирішити проблему документації відповідно до західних вимог, можуть поставити під загрозу саму природу традиційного знання.
Традиційні знання використовуються для підтримки ресурсів, необхідних для виживання. Хоча самі ТЕЗ і спільноти, пов’язані з усною традицією, можуть опинитися під загрозою в контексті швидкої зміни клімату або деградації навколишнього середовища, ТЕЗ виявляються критичними для розуміння впливу цих змін в екосистемі.
ТЕЗ також можуть посилатися на традиційні екзогенні знання, які акцентують увагу на різних компонентах і взаємодії навколишнього середовища.

## Розвиток родовищ
Найперші систематичні дослідження ТЕЗ проводилися в антропології. Екологічні знання вивчалися через призму етноекології, «підходу, який зосереджується на уявленнях про екологічні відносини людей чи культури», щоб зрозуміти, які системи знань були розроблені даною культурою. Гарольд Колієр Конклін, американський антрополог, який став піонером вивчення етнонауки, розпочав документування тубільних способів розуміння світу природи. Конклін та інші дослідники та дослідниці задокументували, як традиційні народи, такі як філіппінські садівники, демонстрували чудові та надзвичайно детальні знання про природну історію місць, де вони проживали. Безпосередня участь у збиранні, виготовленні продуктів з місцевих рослин і тварин створила схему, в якій біологічний світ і світ культури були тісно переплетені. Хоча галузь ТЕЗ почалася з документування списків видів, які використовуються різними корінними групами, зокрема «таксономії рослин, тварин, а пізніше й інших особливостей навколишнього середовища, таких як ґрунти», перехід від документації до розгляду функціональних взаємозв’язків і механізмів дав піднятися на рівень який сьогодні визнається. Наголошуючи на вивченні адаптивних процесів, яке стверджує, що сама соціальна організація є екологічною адаптаційною реакцією групи на своє місцеве середовище, відносини між людиною і природою та практичні прийоми, від яких залежали ці відносини та культура, область ТЕЗ могла б проаналізувати широкий спектр питань, пов'язаних з культурною екологією та екологічною антропологією.
До середини 1980-х років все більше літератури про традиційні екологічні знання задокументували як екологічні знання різних корінних народів, так і їхні екологічні відносини. Дослідження включали вивчення «культивації та збереження біорізноманіття в тропічних екосистемах, а також традиційних знань і систем управління в прибережних рибальствах і лагунах, напівпосушливих районах та Арктиці». Ці дослідження проілюстрували те, що різноманітні «традиційні народи мали своє власне розуміння екологічних відносин і відмінні традиції управління ресурсами». Піднесення традиційних екологічних знань у цей час призвело до міжнародного визнання його потенційного застосування в практиці управління ресурсами та сталому розвитку. Доповідь Всесвітньої комісії з навколишнього середовища та розвитку 1987 року відображає консенсус того часу. У доповіді вказується, що успіхи ХХ століття (зменшення дитячої смертності, збільшення тривалості життя, зростання грамотності та глобальне виробництво їжі) породили тенденції, які спричинили занепад навколишнього середовища «у все більш забрудненому світі серед усіх зменшення ресурсів». Надія, однак, існувала на традиційний спосіб життя. У доповіді проголошувалося, що племінні та корінні народи мали спосіб життя, який міг би дати сучасним суспільствам уроки управління ресурсами в складних лісових, гірських та посушливих екосистемах.

### Відмінності від науки

Порівняння TEЗ і Західної науки

Фульвіо Маццоккі з Інституту забруднення атмосфери при Італійській національній дослідницькій раді так протиставляє традиційне знання науковому:
|  | Традиційні знання виробили концепцію навколишнього середовища, яка підкреслює симбіотичний характер людини та природи. Вони пропонують підхід до місцевого розвитку, який базується на ко-еволюції з навколишнім середовищем та на повазі несучої здатності екосистем. Ці знання, засновані на довготривалих емпіричних спостереженнях, адаптованих до місцевих умов, забезпечують надійне використання та контроль навколишнього середовища, а також дають можливість корінним жителям адаптуватися до змін навколишнього середовища. Більше того, він забезпечує більшу частину населення світу основними засобами для задоволення їхніх основних потреб і є основою для рішень і стратегій у багатьох практичних аспектах, включаючи інтерпретацію метеорологічних явищ, лікування, управління водними ресурсами, виробництво одягу, навігацію, сільське господарство та скотарство, полювання та рибальство, і системи біологічної класифікації... Крім очевидної користі для людей, які покладаються на ці знання, вона може дати людству в цілому нові біологічні та екологічні ідеї; воно має потенційну цінність для управління природними ресурсами і може бути корисним у освіті з охорони природи, а також у плануванні розвитку та оцінці навколишнього середовища... Західна наука є позитивістською та матеріалістичною на відміну від традиційного знання, яке є духовним і не робить відмінностей між емпіричним і сакральним. Західна наука є об’єктивною та кількісною на відміну від традиційного знання, яке переважно є суб’єктивним та якісним. Західна наука базується на академічній і грамотній передачі, тоді як традиційні знання часто передаються усно від покоління до покоління старшими людьми. Крім очевидної користі для людей, які покладаються на ці знання, це може дати людству в цілому нові біологічні та екологічні ідеї; вони мають потенційну цінність для управління природними ресурсами і можуть бути корисним у освіті з охорони природи, а також у плануванні розвитку та оцінці навколишнього середовища. |

## Аспекти традиційних екологічних знань
Аспекти традиційного екологічного знання надають різні типології того, як вони використовуються та розуміються. Це хороші показники того, як вони використовується з різних точок зору та як вони взаємопов’язані, надаючи більше уваги «кооперативному управлінню для кращого визначення областей відмінностей та зближення, коли намагаються об’єднати два способи мислення та знання».

### Фактичні спостереження
Хауд виділяє шість граней традиційного екологічного знання. Перший аспект традиційного екологічного знання включає фактичні, конкретні спостереження, породжені розпізнаванням, іменуванням та класифікацією окремих компонентів навколишнього середовища. Цей аспект стосується розуміння взаємозв’язку з видами та навколишнім середовищем. Це також набір як емпіричних спостережень, так і інформації, що підкреслює аспекти тварин і їх поведінку, а також середовище проживання, фізичні характеристики видів і чисельність тварин. Це найбільш корисно для оцінки ризиків та управління ними, що дає державам можливість впливати на управління ресурсами. Але якщо нація не діє, то держава може діяти у своїх власних інтересах. Цей тип «емпіричних знань складається з набору узагальнених спостережень, проведених протягом тривалого періоду часу та підкріплених рахунками інших власників ТЕЗ».

### Системи управління
Друга грань належить до етичного та сталого використання ресурсів у системах управління. Це досягається шляхом стратегічного планування для забезпечення збереження ресурсів. Більш конкретно, ця грань включає в себе боротьбу зі шкідниками, перетворення ресурсів, різноманітні моделі вирощування та методи оцінки стану ресурсів. Вона також зосереджується на управлінні ресурсами та тому, як він адаптується до місцевого середовища.

### Минуле та поточне використання
Третя грань належить до часового виміру ТЕЗ, зосереджуючись на минулому та поточному використанні навколишнього середовища, що передається через усну історію, наприклад, використання землі, поселення, заселення та рівні врожаю. Особливо велике занепокоєння викликають лікарські рослини та історичні місця. Усна історія використовується для передачі культурної спадщини від покоління до покоління та сприяє почуттю родини та спільноти.

### Етика і цінності
Четверта грань належить до ціннісних тверджень і зв'язків між системою переконань і організацією фактів. Щодо ТЕЗ, то це стосується екологічної етики, яка тримає під контролем експлуатаційні здібності. Ця грань також відноситься до вираження цінностей, що стосуються стосунків із середовищем існування видів та навколишнім середовищем – середовищем людських стосунків.

### Культура та ідентичність

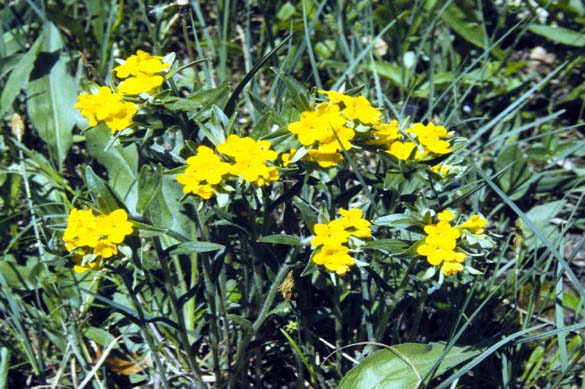
Традиційні екологічні знання часто пов’язані зі знаннями про рослини.

П'ята грань стосується ролі мови та образів минулого, що дають життя культурі. Відносини між аборигенами (первинними жителями) та їх середовищем є життєво важливими для підтримки культурних компонентів, які їх визначають. Ця грань відображає історії, цінності та соціальні відносини, які проживають у певних місцях як внесок у виживання, відтворення та еволюцію культур та ідентичностей аборигенів. Вона також підкреслює «відновлювальні переваги культурних ландшафтів як місць для оновлення».

### Космологія
Шоста грань — це культурно заснована космологія, яка є основою інших аспектів. Космологія — це уявлення про те, як працює світ для багатьох культур. Вона може сильно відрізнятися від однієї культури до іншої. У США, наприклад, існує понад 577 визнаних на федеральному рівні племен зі своєю власною культурою, мовами та системою вірувань. Багато з цих племен розуміють себе як взаємопов’язані з землею. Термін «космологія» відноситься до припущень і переконань про те, як речі працюють, і пояснює спосіб, яким речі пов’язані, а також дає принципи, які регулюють відносини людини і тварини і роль людей у світі. З антропологічної точки зору, космологія намагається зрозуміти відносини людини і тварини і те, як вони безпосередньо впливають на соціальні відносини, зобов'язання перед членами спільноти та практики управління.
У «Світогляді юпіаків: шлях до екології та духу» Ангаюкака Оскара Каваглі, корінного антрополога, говориться: «Рівновага природи, або екологічна перспектива, була надзвичайно важливою для юпіаків. Історія та археологічні знахідки різних рас у світі, здається, вказують на спільну філософську чи екологічну нитку серед усіх людей, і цей очевидний зв’язок веде до концепції взаємопов’язаності всіх речей Всесвіту. Народ юпіаків був і залишається прихильниками цього світогляду, незважаючи на ослаблення екологічної перспективи сучасними вторгненнями». Каваглі докладніше розповідає про ТЕЗ у світогляді юпіаків, кажучи, що «Юпіакська методології включають спостереження, досвід, соціальну взаємодію, а також слухання розмов і допитів природного та духовного світів за допомогою розуму. Людина завжди є учасницею-спостерігачкою».

## Управління екосистемою

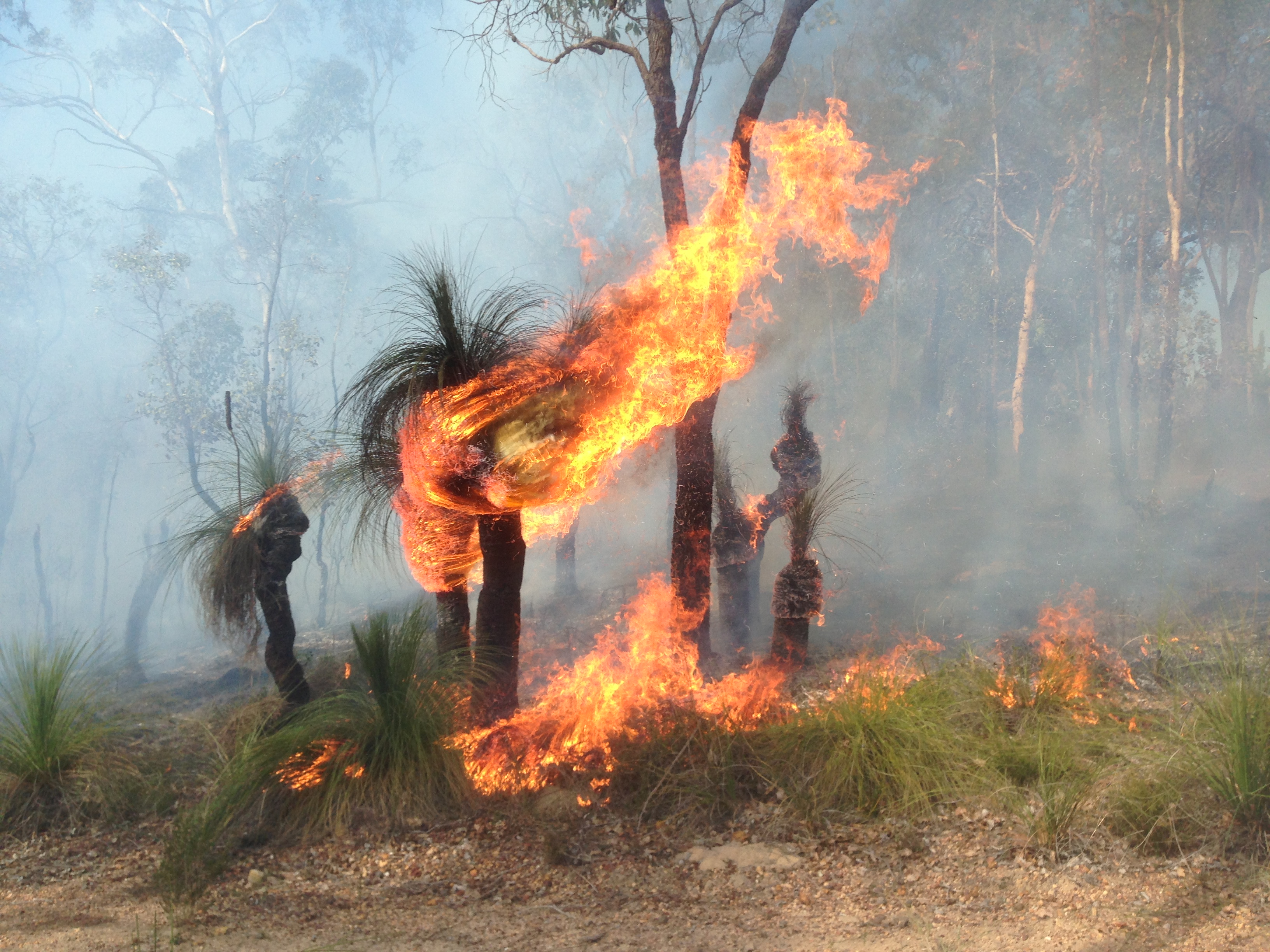
Прикладом управління екосистемою є дісльність австралійського уряду, який повертає землю аборигенам, щоб вони практикували свою традицію керованого вогню. Це зробило території природи більш біологічно різноманітними та зменшило загрозу лісових пожеж та їх тяжкість.

Управління екосистемою – це багатогранний і цілісний підхід до управління природними ресурсами. Він включає як науку, так і традиційні екологічні знання для збору даних із довгострокових заходів, які наука здійснити не може. Це досягається завдяки вченим і дослідникам, які співпрацюють з корінними народами шляхом консенсусного процесу прийняття рішень, задовольняючи соціально-економічні, політичні та культурні потреби нинішнього та майбутніх поколінь. Корінне знання розробило спосіб впоратися зі складністю, тоді як західна наука має методи та інструменти. Це хороші відносини, які створюють кращий результат для обох сторін і оточення. Небезпека спільної роботи полягає в тому, що нації не отримують справедливої вигоди або взагалі не отримують вигоди. Багато разів знання корінного населення використовувалися за межами нації без згоди (культурне привласнення), визнання або компенсації. Місцеві знання можуть підтримувати навколишнє середовище, але це можуть бути священні знання.

### Екологічне відновлення
Екологічне відновлення — це практика відновлення деградованої екосистеми за допомогою людського втручання. Існує багато зв’язків між екологічним відновленням та практикою управління екосистемою за участю ТЕЗ, однак управління екосистемою ТЕЗ є набагато більш глибоким через історичні зв’язки з місцем. Через вищезгадану нерівну владу між корінними та некорінними народами, дуже важливо, щоб партнерства були справедливими для відновлення соціальної несправедливості, і це виявилося успішним, коли корінні народи керують проєктами екологічного відновлення.

## Традиційні знання і Агентство з охорони навколишнього середовища США
Агентство з охорони довкілля США було одним із перших федеральних агентств, які розробили офіційну політику, яка детально описує, як воно буде співпрацювати з племінними урядами та визнавати інтереси племен у здійсненні своїх програм «захищати здоров’я людей та навколишнє середовище». Визнаючи зв'язок племінних народів з навколишнім середовищем, Агенція з охорони довкілля намагається розробити екологічні програми, які інтегрують традиційні екологічні знання в «науку про навколишнє середовище, політику та процеси прийняття рішень агентства».
Хоча ТЕЗ наразі не визнається як важливий компонент загального прийняття екологічних рішень, вчені працюють над розробкою основних програм наукових компетенцій, які узгоджуються з ТЕЗ і сприяють самодостатності та рішучості. Відсутність визнання традиційних екологічних знань при визначенні рішень екологічних проблем є репрезентацією етноцентричної тенденції оцінювати науку над традиційними моделями. Тому установи, що об’єднують науку та ТЕЗ, повинні визнавати цінності унікальних педагогічних методів, щоб повною мірою використовувати переваги як науки, так і ТЕЗ. Наприклад, американські агенції повинні дізнаватися про ТЕЗ через призму груп корінних народів, працюючи пліч-о-пліч зі старійшинами корінного населення, збираючи практичні дані з конкретного місця, про яке йдеться, і включаючи цінності корінного населення в свою наукову оцінку.
У листопаді 2000 року президент США Білл Клінтон видав Указ № 13175, згідно з яким федеральні департаменти та агенції повинні консультуватися з урядами індіанських племен щодо розробки політики, яка матиме наслідки для племен. Племінні наслідки визначаються як такі, що мають «значний прямий вплив на одне або кілька індіанських племен, на відносини між федеральним урядом та індіанськими племенами або на розподіл влади та відповідальності між федеральним урядом та індіанськими племенами». Як федеральне агентство уряду США, Агенція з охорони довкілля було зобов’язане встановити набір стандартів для процесу консультацій. Початковою відповіддю агенція розробила набір стандартів, які дозволять налагодити змістовну комунікацію та координацію між агентством і посадовими особами племен до того, як агенція вживе дій або втілить рішення, які можуть вплинути на племена. Стандарти також визначили консультаційні контакти агенції для сприяння послідовності та координації процесу консультацій, а також встановили контроль та звітність з боку керівництва для забезпечення підзвітності та прозорості.
Однією з форм консультацій були Ради племен Агентства з охорони довкілля. У 2000 році Управління досліджень і розробок агенції сформувало Наукову раду племен. Рада, що складається з представників племен з усієї країни, покликана забезпечити структуру для залучення племен до наукових зусиль Агентства з охорони довкілля і служити інструментом, за допомогою якого агенція може отримати розуміння наукових проблем, які є найбільш пріоритетними для племен. на національному рівні. Рада також пропонує племенам можливість вплинути на науковий порядок денний, піднявши ці пріоритетні питання до всієї групи Агентства з охорони довкілля.
Важливе значення для членів племені на першому зборі Наукової ради племен Агентства з охорони довкілля мали притаманні відмінності в традиційному житті племен і західній науці. Ці способи життя включають «духовні, емоційні, фізичні та розумові зв’язки з навколишнім середовищем; зв’язки, які ґрунтуються на внутрішніх, незмірних цінностях»; і розуміння того, що земні ресурси забезпечать все необхідне для виживання людини.
Однак Наукова рада племен мала діяти як місце зустрічі, де обидві групи могли «поділитися інформацією, яка може сприяти захисту навколишнього середовища для всіх народів, жодна з культур яких не відмовляється від своєї ідентичності». Прагнучи захистити територію, Рада визначила непотріб як критичну область для розслідування. Наукова рада племен визначила існування як: «відносини між людьми та навколишнім середовищем, спосіб життя. Існування передбачає внутрішній духовний зв’язок із землею і включає розуміння того, що земні ресурси забезпечать все необхідне для виживання людини. Люди, які живуть за рахунок основних ресурсів Землі, залишаються пов’язаними з цими ресурсами, живучи в колі життя. Проживання — це такий спосіб життя, що забезпечує цілісність земних ресурсів для корисного використання майбутніми поколіннями». Оскільки ТЕЗ є специфічними для певного місця та включають відносини між рослинами і тваринами, а також зв’язок живих істот з навколишнім середовищем, визнання підживлення як пріоритету дозволяє захистити знання та практику корінних спільнот. Наприклад, у рамках обговорення питання про існування, Рада погодилася визначити забруднення ресурсів як «найважливішу проблему племінної науки на цей час». Бо племінні люди з натуральним способом життя покладаються на середовище для традиційних прийомів землеробства, полювання, рибальства, лісового господарства, ліків та церемоній. Забруднювачі непропорційно впливають на племінні народи та ставлять під загрозу їх ТЕЗ. Як стверджує Рада, «рівень споживання племенами для існування, як правило, у багато разів вищий, ніж серед населення в цілому, що робить прямий вплив забруднення ресурсів набагато більш актуальним». Оскільки корінні народи борються з забрудненими ресурсами, рада досягла прогресу в розслідуванні його впливу.
Незважаючи на такі зусилля, в рамках Наукової ради племен все ще існують перешкоди для прогресу. Наприклад, однією з перешкод була природа племен. Традиційний спосіб життя племен передається усно, від людини до людини, від покоління до покоління, тоді як західна наука спирається на письмове слово, передане шляхом академічної та грамотної передачі. Зусиллям об’єднати західних вчених і людей із племен також заважало уявлення індіанців про те, що науковий аналіз поміщений у метафоричну «чорну скриньку», яка закриває внесок племен. Незважаючи на це, агенція визнала здатність місцевих знань просувати наукове розуміння та надавати нову інформацію та перспективи, які можуть принести користь довкіллю та здоров’ю людей.
Інтеграція ТЕЗ в парадигму оцінки ризиків агенції є одним із прикладів того, як Наукова рада племен змогла внести зміни в культуру державної інституції. Парадигма оцінки ризику є «організуючою основою для наукового аналізу потенційних шкідливих впливів на здоров’я людини та навколишнє середовище в результаті впливу забруднюючих речовин або інших факторів зовнішнього середовища». Оцінка ризику була використана агенцією для встановлення «рівнів очищення на місцях небезпечних відходів, критеріїв якості води та повітря, рекомендацій щодо риби, а також заборони або обмеженого використання пестицидів та інших токсичних хімікатів». Однак люди, які живуть у племені, стурбовані тим, що нинішні методи оцінки ризиків не дають повної цінності племінній культурі, цінностям та/або способам життя. Наукова рада племен намагається включити ТЕЗ в припущення про ризик, що існують у моделі оцінки ризику. Довгострокова мета Наукової ради племен – це повний перехід в оцінці прийняття рішень з ризику на збереження здорових людей і навколишнього середовища. Як зазначалося вище, люди, які живуть у племені, не визнають поділу людського та екологічного стану, коли вони характеризують ризик. Завдяки ініційованим агенцією семінарам та проєктам племена змогли брати участь у діалозі про інтеграцію традиційного життя племен у оцінку ризиків та прийняття рішень агенцією. Це відбувалося декількома способами: включення унікальних племінних культурних заходів, таких як місцевий кошик, важливість лосося та інших видів риб, місцеві рослинні ліки, споживання великої кількості риби та дичини, а також потові будиночки як джерела для оцінки потенційного ризику. людям чи громадам. Хоча ці типи специфічних видів діяльності для племен можуть бути включені в оцінку ризику, немає гарантії, що вони будуть включені, а також немає послідовності в тому, як вони можуть застосовуватися на різних ділянках по всій країні.
У липні 2014 року Агентство з охорони довкілля оголосила про свою «Політику щодо екологічної справедливості для роботи з федерально визнаними племенами та корінними народами», викладаючи свої принципи для програм, пов’язаних із визнаними на федеральному рівні племенами та корінними народами з метою «підтримки справедливого та ефективного впровадження федеральних екологічні закони, та забезпечують захист від непропорційних впливів і значних ризиків для здоров’я людей та навколишнього середовища». Серед 17 принципів було № 3 («Агентство з охорони довкілля працює над розумінням визначення здоров'я людини та навколишнього середовища з точки зору визнаних на федеральному рівні племен, корінних народів у Сполучених Штатах та інших, які живуть в індіанській країні»); № 6 («Агентство з охорони довкілля заохочує, у міру необхідності та в міру практичної та дозволеної законом, інтеграцію традиційних екологічних знань у екологічну науку, політику та процеси прийняття рішень агентства, щоб зрозуміти та вирішити проблеми екологічної справедливості та сприяти програмі реалізація»); і № 7 («Агентство з охорони довкілля розглядає питання щодо конфіденційності інформації про священні місця, культурні ресурси та інші традиційні знання, як це дозволено законом»). Хоча ця політика визначає керівні принципи та процедури для Агентства з охорони довкілля щодо принципів екологічної справедливості, оскільки вони стосуються племен і корінних народів, агентство зауважило, що вони жодним чином не застосовуються як правила чи положення. Вони не можуть застосовуватися до конкретних ситуацій, змінювати чи замінювати будь-який закон, постанову чи будь-яку іншу юридично обов’язкову вимогу і не мають юридичної сили.

## Вплив деградації навколишнього середовища на традиційні знання
У деяких районах деградація навколишнього середовища призвела до зниження традиційних екологічних знань. Наприклад, у громаді Аамджівнаанг з числа тубільців Анішнаабе в Сарнії, Онтаріо, Канада, жителі страждають від «помітного зниження коефіцієнта народжуваності чоловіків ..., яке жителі пояснюють близькістю до нафтохімічних заводів»:
|  | Окрім занепокоєння щодо фізичного відтворення членів громади, корінні жителі стурбовані тим, як забруднення навколишнього середовища впливає на відтворення культурних знань. В аамджівнаангів усні традиції колись передавали від дідусів під час риболовлі чи бабусь під час збору ягід та збору ліків. Тепер, через занепокоєння щодо забруднення цих продуктів, ці заходи вже не практикуються. Скелі, які колись використовувались для потужних зібрань, більше не використовуються, оскільки вода забруднилася. Кедр, який використовується для приготування чаю, розмазування, і для прання немовлят містить ванадій у концентраціях до 6 мг/кг ..., що відображає місцеві викиди в повітря 611 тонн ванадію між 2001 та 2010 роками.... в Аквесасні члени громади повідомляють про втрату мови та культури через умови проживання. Вони відмовилися від риболовлі через побоювання впливу забруднень. |

## Зміна клімату
Традиційні екологічні знання надають інформацію про зміну клімату між поколіннями та географію фактичних мешканців цього району. Традиційні екологічні знання підкреслюють і роблять інформацію про здоров’я та взаємодію навколишнього середовища центром інформації, яку вона несе. Зміна клімату впливає на традиційні екологічні знання у формі самобутності корінного населення та способу їхнього життя. Традиційні знання передаються з покоління в покоління і продовжуються сьогодні. Корінні народи залежать від цих традицій для свого існування. Протягом багатьох сезонів збирання врожаю корінне населення змінило свою діяльність на місяці раніше через вплив кліматичних змін.
Підвищення температури становить загрозу для екосистем, оскільки шкодить життєдіяльності деяких видів дерев і рослин. Поєднання підвищення температури та зміни рівня опадів впливає на місця росту рослин.
Потепління також впливає на комах і тварин. Зміна температур може вплинути на багато аспектів від часу, коли комахи з’являються протягом року, до змін у місцях проживання тварин протягом сезонних змін.
З підвищенням температури зростає ймовірність пожеж. Одній корінній нації в Австралії нещодавно повернули землі, і вони відновлюють традиційну практику контрольованого спалювання. Це призвело до збільшення біорізноманіття та зменшення тяжкості лісових пожеж.
Зміна клімату впливає не тільки на різні аспекти довкілля, але й разом на здоров’я екосистеми впливає зміна клімату, тому екологічні ресурси, доступні для корінного населення, можуть змінюватися в кількості та якості ресурсів.
Оскільки рівень морського льоду знижується, корінні народи Аляски відчувають зміни у своєму повсякденному житті; рибальство, транспорт, соціальні та економічні аспекти їхнього життя стають все більш небезпечними. Розморожування ґрунту спричинило пошкодження будівель та доріг. Забруднення води посилюється, оскільки ресурси чистої води скорочуються.
Зміни клімату підривають повсякденне життя корінних народів на багатьох рівнях. Зміна клімату та корінне населення мають різні відносини залежно від географічного регіону, які потребують різних заходів з адаптації та пом’якшення. Наприклад, щоб негайно впоратися з цими умовами, корінне населення коригує, коли вони збирають урожай і те, що вони збирають, а також коригують використання ресурсів. Зміна клімату може змінити точність інформації традиційних екологічних знань. Корінне населення глибоко покладалося на індикатори природи, щоб планувати діяльність і навіть для короткострокових прогнозів погоди. У результаті ще більших несприятливих умов, корінне населення переселяється, щоб знайти інші способи виживання. Як наслідок, відбувається втрата культурних зв’язків із землями, на яких вони колись проживали, а також втрата традиційних екологічних знань, які вони мали про землю. Адаптація до зміни клімату, яка не була належним чином структурована або не впроваджена, може зашкодити правам корінного населення.
Агентства з охорони довкілля США згадало, що буде враховувати традиційні екологічні знання при плануванні адаптації до зміни клімату. Національна служба збереження ресурсів Міністерства сільського господарства Сполучених Штатів використовувала методи корінного населення для боротьби з умовами зміни клімату.

### Приклад: Савунга та Шактулік, Аляска
В одному дослідженні жителі села Савунга і Шактулік, Аляска, повідомили, що за останні двадцять років їхнього життя погоду стало складніше передбачити, холодний сезон скоротився, стало важче передбачити кількість рослин, доступних для збору врожаю, існують відмінності в міграціях тварин, спостерігається більше нових видів, ніж раніше, а діяльність полювання та збиральства стала не такою передбачуваною та не такою частою через більш обмежену доступність для цього. Жителі відчули помітну зміну клімату, що також вплинуло на їхнє існування. Рослини та тварини не так узгоджені з їх доступністю, що впливає на полювання та збиральництво мешканців, тому що не так багато можна полювати чи збирати. Поява нових видів рослин і тварин також є проблемою фізичної та харчової безпеки, оскільки вони традиційно не є частиною суші.

## Специфічні для племенТЕЗ

### Карук і Юрок Горіння як ТЕК
За словами соціолога-еколога Кірстен Віньєти та дослідника зміни клімату племен Кеті Лінн, «Плем’я каруків у Каліфорнії займає у Північній Каліфорнії тубільні землі вздовж середньої течії річок Кламат і Салмон. Територія тубільців племені включає приблизно 1,38 мільйона акрів у басейні річки Кламат. Для каруків традиційні практики спалювання були вирішальними з незапам'ятних часів. Для племені вогонь є важливим інструментом управління землею, а також духовною практикою». За словами професора екологічних досліджень Тоні Маркса-Блока, дослідника екології Френка К. Лейка і тропічного лісника Лізи М. Керран, «до широкого поширення політики виключення пожеж американські індіанці транслювали пожежі в підлісках або культурні випалювання, щоб збільшити ресурси, невід’ємні для їхнього існування та культурних практик. Щоб відновити екокультурні ресурси, виснажені через десятиліття пожежних виключень, і зменшити ризики лісових пожеж, племена каруків і юроків у Північно-Західній Каліфорнії очолюють регіональні спільні зусилля для розширення створення пожеж та заходів щодо скорочення палива на державних, приватних і племінних землях на територіях своїх предків.»
Тоні Маркс-Блок, Френк К. Лейк і Ліза М. Карран також заявляють, що «на території каруків федеральний уряд не створив резервації, залишивши лише 3,83 квадратних кілометра земель під довірою племені на території їхніх предків, а решта в основному під юрисдикцією національних лісів Кламат, Сікс Ріверс і розрізнених приватних садиб. Як наслідок, члени племені каруків та управлінські агенції повинні орієнтуватися на претензії Лісової служби USDA на свою територію предків і мають обмежені можливості для розширення своєї земельної бази шляхом придбання приватних земельних володінь. На території юроків існує кілька юрисдикцій, що перекриваються, зокрема Національний парк Редвуд і Національний ліс Сікс Ріверс, за межами резервації, створеної федеральним урядом. Резервування знаходиться у власності приватної лісової компанії. Отже, плем’я юроків має або координувати, або взаємодіяти з кількома акторами на території своїх предків, але в даний час у них є більші можливості для придбання приватної власності, ніж у племені каруків». За словами професора соціології Карі Норгаарда та члена племені Карук Вільяма Тріппа, «цей процес можна буде повторити та поширити на інші спільноти в західних горах Кламат і за їх межами. Насадження хупів і юроків танаків, які зазнали багаторазових пожеж, з часом були більш стійкими до хвороби. Деякі дослідження вказують на різкі відмінності в захворюваності відразу після лісової пожежі (у 72 рази менше шансів виявити на згорілих і неопалених ділянках в одній і тій же місцевості), хоча було показано, що вона стабільно відновлюється за відсутності повторних пожеж, оскільки хвороба може вижити у дерев, не вражених вогнем».

### Екологічна охорона анішінабе як ТЕЗ
За словами авторів Боббі Калмана та Нікі Волкера, «тубільні або корінні люди жили в районі Великих озер тисячі років. На територіях у західному регіоні Великих озер проживали люди нації анішінабе. Згідно з усними переказами, народ анішінабе колись жив біля величезної солоної води, яка могла бути Атлантичним океаном або Гудзоновою затокою. Люди отримали пророцтво, або передбачення, що якщо вони подорожують вглиб країни, то знайдуть місце, де їжа росте на воді. Деякі пішли на захід, слідуючи баченням мегіса, або раковини каурі, яка привела їх до західних Великих озер. Люди розділилися на групи і оселилися в різних місцях, які разом становили націю анішінабе. Анішінабе мали особливо тісні стосунки з двома іншими націями в західному регіоні Великих озер — одава (оттава) і потаватомі. Люди цих трьох націй часто одружувалися один з одним, торгували товарами та разом вирішували суперечки. Вони також збиралися на радах, де разом приймали рішення».
За словами корінного філософа та вченого з питань клімату та екологічної справедливості Кайла Повіса Вайта, «люди анішінабе у всьому регіоні Великих озер знаходяться на передньому краї збереження місцевих видів та екологічного відновлення. Нме — найбільша і найстаріша риба в басейні Великих озер, вік якої іноді перевищує 100 років. Нме служила людям анінашамбе істотним джерелом їжі, індикаторним видом для спостереження за навколишнім середовищем, і лахлан ідентичністю, відіграючи роль в церемоніях та історіях. Кенні Фазан, старійшина, каже: «Занепад осетрів відповідав занепаду сімей осетрових кланів. Тут відомі лише кілька сімей осетрових кланів» (Little River Band). Департамент природних ресурсів індіанців оттави створив групу культурного контексту, що складається з різноманітних членів племені та біологів, які розробили цілі та завдання для відновлення. Метою було «відновити гармонію та зв’язок між нме та народом анішінабе та повернути їх обох до річки. Зрештою, департамент створив першу установу для вирощування на березі річки для захисту молодих осетрових перед випуском кожної осені, щоб зберегти їхнє генетичне походження. Дикий рис, або манумін, росте на мілководних, чистих і повільних водоймах, і його можна збирати на початку осені. Після збору врожаю манумін обробляють за допомогою таких заходів, як сушіння, висушування, лущення, віяння та очищення. Після того, як анішінабе мігрували зі Сходу і досягли регіону Великих озер, де вони могли вирощувати культури на воді, сусідні групи громадян США та Канади та компаній займалися такою діяльністю, як видобуток корисних копалин, будівництво дамб, комерційне землеробство та прогулянкове катання на човнах. Ці дії безпосередньо впливають на мануміна та його середовище проживання. Сьогодні народ анішінабе є лідером у збереженні дикого рису. Симпозіум Нібі (води) і Манумін, який проводиться кожні два роки, збирає разом племінних збирачів рису у Великих озерах, вчених корінного населення, виробників рису, представників гірничодобувних компаній і державних установ, а також університетських дослідників, зацікавлених у генетичній модифікації рису. Старші діляться своїми історіями про манумін, а молодь – своїм баченням того, як манумін вписується в їхнє майбутнє. Корінні жителі, які працюють як науковці у своїх племенах, діляться досвідом роботи зі старійшинами, щоб зрозуміти глибокі історичні наслідки роботи, яку вони виконують з вивчення та збереження мануміна. Інших корінних жителів часто запрошують поділитися своїм досвідом відновлення та збереження інших місцевих видів, таких як таро та кукурудза».

### Взаємини племені луммі та піденних косаток у Заповіднику штату Вашингтон як ТЕЗ
За словами вчених-екологів Пола Гернсі, Кайла Кілера та члена племені луммі Джеремі Джуліуса, «народ луммі штату Вашингтон — це індіанське плем’я моря Саліш. У 2018 році нація луммні присвятила себе подорожі по Тотемному полюсу Сполученими Штатами, закликаючи повернути їхню родичку «Лоліту» (вид південної косатки) у її рідні води. На мові Саліш косатки називаються qwe 'lhol mechen, що означає «наші стосунки під хвилями», але люммі не просто «пов'язані» з китами в загальному вигляді, кити є відносинами у сенсі що вони рідні. Коли в 2005 році Національне управління океанічних і атмосферних досліджень США (NOAA) вперше визнало косатку, яка проживає на півдні, як особливий сегмент населення, що перебуває під загрозою зникнення, вони юридично виключили «Лоліту» як члена сім’ї. У рішенні зазначається: «У Південний резидент DPS косаток не включаються косатки з J, K або L, поміщені в неволі до внесення до списку, а також їхнє народжене в неволі потомство» (NOAA, 2005). Люммі просить NOAA співпрацювати з годуванням китів, доки чінуки в протоці Пьюджет-Саунд не зможуть їх витримати. Подружжя Луммі розпочало урочисті годування своїх родичів, але NOAA каже їм, що для більш масштабних зусиль знадобиться федеральний дозвіл та партнерство. Хоча однією з цілей організації є забезпечення «достатньої кількості, якості та доступності видів здобичі», NOAA розуміє цю політику суворо як проблему середовища проживання. Вони зрозуміли, що зараз не час для самозаспокоєння через «недостатність даних» або невизначеність. Люммі продовжують свою щорічну подорож по Тотемному полюсу, щоб захистити своїх старших братів і сестер, чорної риби, а також захистити вугілля, нафту та інші загрози в морі Саліш. Ці лікувальні практики створені для вирішення того, що Марія Жовтого Кінь Хоробре Серце і Леміра М. ДеБруйн назвали «історичним невирішеним горем»».

### Подальше читання
- Hernández-Morcillo, Mónica та ін. (2014). Traditional ecological knowledge in Europe: Status quo and insights for the environmental policy agenda. Environment. 56 (1): 3—17. doi:10.1080/00139157.2014.861673.
- Robin Wall Kimmerer (2013). Braiding Sweetgrass: Indigenous Wisdom, Scientific Knowledge, and the Teachings of Plants (Milkweed Edition) ISBN 9781571313355.

## Зовнішні посилання
- Традиційні екологічні знання: Міждисциплінарне управління Матері-Землею, Служба національних парків
- Центр корінних народів та навколишнього середовища при Університеті штату Нью-Йорк, Коледж природознавства та лісового господарства
- Мережа відновлення корінних народів (IPRN)
- Національний парк Гвайї-Ханас і об'єкт спадщини Хайда
- Таблиця шести граней ТЕК